# Comuna Bila Krînîțea, Bereznehuvate
Bila Krînîțea (în ucraineană Біла Криниця) este o comună în raionul Bereznehuvate, regiunea Mîkolaiiv, Ucraina, formată din satele Bila Krînîțea (reședința) și Novohrîhorivka.

## Demografie
Componența lingvistică a comunei Bila Krînîțea
     Ucraineană (95,52%)
     Rusă (1,89%)
     Belarusă (1,65%)
     Alte limbi (0,94%)
Conform recensământului din 2001, majoritatea populației comunei Bila Krînîțea era vorbitoare de ucraineană (95,52%), existând în minoritate și vorbitori de rusă (1,89%) și belarusă (1,65%).